# Bloque por Asturies
Bloque por Asturies (en castellano, Bloque por Asturias) es un partido político de Asturias (España). Tiene una ideología nacionalista asturiana y de izquierdas. En 2012 confluyó con Unidá Nacionalista Asturiana (UNA) para crear la coalición Compromisu por Asturies.
Formaba parte del Conceyu Abiertu pola Oficialidá. Su secretario general es Roberto Colunga y su portavoz es Rafael Palacios, que ostentó el cargo de director de la Agencia Asturiana de Cooperación al Desarrollo del Principado durante la legislatura 2003-2007.

## Trayectoria
Bloque por Asturies tuvo su origen en Izquierda Nacionaliega d’Asturies (en lengua española:Izquierda Nacionalista de Asturias), escisión de Andecha Astur y miembro en su momento de la coalición Bloque de la Izquierda Asturiana y en independientes asturianistas. Se fundó para concurrir a las elecciones autonómicas de 2003, en las que se presentó en coalición con Izquierda Unida (IU). Entró en el gobierno asturiano al firmarse un acuerdo de colaboración entre IU y el Partido Socialista Obrero Español (PSOE).
En las elecciones generales de 2004, mantuvo la coalición con IU, obteniendo dicha coalición 59.253 votos (8,42%), pero sin conseguir escaño. En las elecciones autonómicas de 2007, se mantuvo la coalición con IU, ampliándose a Los Verdes de Asturias, con 58.114 votos (9,7%) y 4 diputados, de los que BA obtuvo uno. En las elecciones generales de 2008 repitieron la coalición, obteniendo 49.936 votos (7,17%), lo que supuso un pequeño retroceso respecto a los resultados de 2004.
Entre 2003 y 2007 formó con la coalición parte del gobierno asturiano tras el acuerdo entre IU y el PSOE. Tras las autonómicas de 2007, el PSOE formó inicialmente un gobierno monocolor en minoría, pero en 2008 reeditó el pacto con IU, lo que permitió a BA entrar de nuevo en el gobierno.

### Abandono de la coalición con Izquierda Unida
Formaron parte del grupo mixto, como único partido, en la legislatura 2007-2011, al romper su alianza con Izquierda Unida-Los Verdes alegando que IU-LV vulneraron los acuerdos programáticos firmados al apoyar la aplicación de las medidas de austeridad propuestas por el PSOE.

### Compromisu por Asturies
En febrero de 2011 se anunció que Bloque por Asturies y Unidá Nacionalista Asturiana (UNA) concurrirían en coalición a las elecciones autonómicas de 2011, presentando como candidato a la presidencia a Rafael Palacios.
Los resultados de dichas elecciones arrojaron el mejor resultado obteniendo por una coalición electoral nacionalista asturiana de izquierdas, aunque se quedó lejos de las expectativas iniciales de la coalición. Se obtuvieron un total de 6.337 votos (1,05% de los votos válidos totales) en toda Asturias. En las elecciones municipales de 2011 obtuvo 5.460 votos y 2 concejales, también en coalición con Unidá Nacionalista Asturiana.
De cara a las elecciones autonómicas de 2012 se incorporó a la coalición Los Verdes-Grupo Verde. Bloque por Asturies-UNA-LV-GV, Compromisu por Asturies, con Rafa Palacios como candidato a la presidencia del Principado obtuvo 1 639 votos (0,32%).
El 23 de junio de 2012 culminó un proceso de convergencia entre Bloque por Asturies y Unidá Nacionalista Asturiana, con la incorporación de independientes, que crearon la coalición Compromisu por Asturies.